# Liste der Kulturgüter in Grengiols
Die Liste der Kulturgüter in Grengiols enthält alle Objekte in der Gemeinde Grengiols im Kanton Wallis, die gemäss der Haager Konvention zum Schutz von Kulturgut bei bewaffneten Konflikten, dem Bundesgesetz vom 20. Juni 2014 über den Schutz der Kulturgüter bei bewaffneten Konflikten sowie der Verordnung vom 29. Oktober 2014 über den Schutz der Kulturgüter bei bewaffneten Konflikten unter Schutz stehen.
Objekte der Kategorie A sind im Gemeindegebiet nicht ausgewiesen, Objekte der Kategorie B sind vollständig in der Liste enthalten, Objekte der Kategorie C fehlen zurzeit (Stand: 1. Januar 2023).

## Kulturgüter
| Foto |                                                                          | Objekt                                                  | Kat. | Typ | Standort                         | Beschreibung                                                                        |
| ---- | ------------------------------------------------------------------------ | ------------------------------------------------------- | ---- | --- | -------------------------------- | ----------------------------------------------------------------------------------- |
| ja   | Datei hochladen · Wikidata zu Kirche St. Peter (Q29892190)               | Kirche St. Peter KGS-Nr.: 06763                         | B    | G   | Dorfstrasse 165 650371 / 135820  |                                                                                     |
| ja   | Datei hochladen · Wikidata zu Eisenbahnbrücke über die Rhone (Q29892192) | Eisenbahnbrücke über die Rhone KGS-Nr.: 06764           | B    | G   | Ze Brigga 650505 / 136382        |                                                                                     |
| BW   | Datei hochladen · Wikidata zu Burgruine Grengiols (Q29892189)            | Chastlerwald, mittelalterliche Burgruine KGS-Nr.: 06760 | B    | F   | 650699 / 135500                  |                                                                                     |
| ja   | Datei hochladen · Wikidata zu Brücke über die Binna (Q29892020)          | Brücke über die Binna KGS-Nr.: 06762                    | B    | G   | 654799 / 136162                  | Objekt liegt hälftig auf dem Gemeindegebiet von Grengiols und Ernen (KGS-Nr. 6596). |
| ja   | Datei hochladen · Wikidata zu Haus Bellwalder (Q114342426)               | Haus Bellwalder KGS-Nr.: 17274                          | B    | G   | Bädelstrasse 131 649211 / 135205 |                                                                                     |